# Hasan-Džalaljani
Hasan-Džalaljani (armensko Հասան-Ջալալյաններ, prečrkovano Hasan-Džalaljanner) so bili  srednjeveška armenska vladarska  dinastija, ki je vladala delom južnega Kavkaza. Od začetka 13. stoletja je dinastija imela oblast v Hačenu (Veliki Arcah) na območju, ki se danes imenuje Spodnji Karabah, Gorski Karabah in Sjunik v sedanji Armeniji. Rodbino je ustanovil Hasan-Džalal Davla, armenski fevdalni knez iz Hačena. Hasan-Džalaljani so ohranili svojo avtonomijo skozi več stoletij nominalne tuje prevlade Seldžuških Turkov, Perzijcev in Mongolov. Skupaj z drugimi armenskimi knezi in meliki iz Hačena so se imeli za zadnji branik armenske neodvisnosti v regiji.
Zaradi svojega pokroviteljstva nad cerkvami in samostani je v regiji cvetela armenska kultura. Do konca 16. stoletja se je družina Hasan-Džalaljan razširila in ustanovila kneževine v bližnjem Gulistanu in Džraberdu. Skupaj samostojnima  melikdomoma Varanda in Dizak je teh pet kneževin tvorilo Pet melikdomov Karabaha, znanih tudi kot Melikdomi Hamsa.

## Izvor dinastije
Po padcu dinastije Mihranidov, vladarjev Kavkaške Albanije, je oblast v regiji prešla na eno od vej armenske družine Sjuni, katere rezidenca je bila v gradu Hačen. Sjunidi iz Hačena so se izkazali za izjemno pametne in močne vladarje, saj so do 13. stoletja dobili status kraljev in ohranili svojo avtonomijo v obdobju Mongolov in Turkomanov. V 15. stoletju se je družina razdelila na štiri veje. Vladarji vseh vej so prejeli naziv melik in vladali v različnih delih nekdanje kneževine. Družini Sjuni so pripadali tudi Hasan-Džalaljani.
V 13. stoletju so bili Hasan-Džalaljani med tistimi armenskimi knežjimi družinami, ki so se dvignile proti gruzijski nadoblasti. Gasan-Džalaljani so bili, tako kot Orbeljani, Hahbakjani in Dopjani, neposredno podrejeni Zaharijanom. Hasan-Džalaljani so se lotili kampanje za obnovitev obsežne armenske kulturne dediščine, vključno s samostani in spomeniki.
Konec 12. stoletja je bila kneževina Hačen razdeljena na tri veje (Spodnji Hačen, Zgornji Hačen in Aterk), med katerimi je imel knez Aterka prvotno pravice suverena. Leta 1214 je umrl zadnji aterški knez Vahtang Tagovarazn in leta 1216 je bila njegova domena razdeljena med Zgornji in Spodnji Hačen, kjer sta vladala zeta armenskih knezov Ivana in Zakarije Zaharjanova. Leta 1214 je oblast nad Spodnjim Hačenom podedoval Hasan-Džalal Dola, sin kneza Vahtanga II. Tangika in Horišeh, hčerke Sarkisa Zakarjana in Sakandukte Arcruni. Hasan-Džalal Dola je nato postal suvereni vladar celotnega Hačena in ustanovitelj dinastije Hasan-Džalaljan.
V imenu enega od knezov Hačena, Vahtanga Sakarja, se je v tistem času aranšajška veja Spodnjega Hačena imenovala tudi Vahtangjan. V Zgornjem Hačenu so vladali njim sorodni knezi iz klana Dopjan. Po smrti Grigorja II. Dopjana so slednji dokončno izgubili svoj politični vpliv. Med vladavino Hasan-Džalala (1214–1261) je bil Hačen eno od središč armenske duhovnosti in nacionalne kulture. Hasan-Džalal Dola je postal ustanovitelj dinastije Hasan-Džalaljan, ki je posedovala trdnjave in gradove Hohanaberd, Darpasi in Kačagakaberd. V letih 1216–1238 je bil zgrajen samostan Gandzasar, ena od mojstrovin srednjeveške armenske arhitekture. Sodobniki so o Hasan-Džalalu govorili zelo spoštljivo: 
"... veliki išhan iz Hačena in pokrajine Arcah, Hasan, ki so ga ljubeče klicali Džalal, je bil pobožen, bogaboječ in skromen mož, po rodu Armenec."
— 
Po umoru Hasan-Džalala Argun-ake je njegov naslednik postal njegov edini sin Ivane-Atabak I., ki je nadaljeval kulturne gradnje svojega očeta. Nadaljnji potomci Hasan-Džalaljanov v zgodovinskih virih niso omenjeni kot pobudniki kakršnih koli posebnih kulturnih in gradbenih podvigov, bili pa so  varuhi nacionalnih krščanskih tradicij Armencev iz Hačena. Od 14. stoletja so bili člani družine izvoljeni tudi za katolikose agvanskega katolikosata. V 15. stoletju je družinsko posestvo Hasan-Džalaljanov v Gandzasarju postalo središče agvanskega katolikosata Armenske apostolske cerkve. Med Timurlenkovimi vpadi, vladavino Kara Kojunluja in Ak Kojunluja v 15. stoletju in tudi potem so Hasan-Džalaljani še naprej vladali Gorskemu Karabahu. Dinasti so v 16. in 17. stoletju imeli naziv melik.
Zadnji knez Hačena iz  dinastije Hasan-Džalaljan je bil Džalal IV. Institucija melikdomov v Gorskem Karabahu se je dokončno oblikovala pod iranskim šahom Abasom I. Leta 1603 je bila kneževina Hačen razdeljena na več melikdomov. Posesti Hasan-Džalaljanov so se razdelile na melikdome Džraberd, Hačen in Gulistan, ki so postali osnova melikdomov Hamsa. Hams je postal zadnje središče armenske nacionalno-državne strukture.
Dokument iz 18. stoletja omenja Hamso/Karabah kot "edini ostanek starodavne Armenije, ki je ohranil svojo neodvisnost skozi več stoletij". Leta 1747 je Hamso zavzel Panah Ali Kan iz plemena Javanšir iz Dizaka. Gorski Karabah je takrat prvič v zgodovini prišel pod oblast turškega vladarja. Mnogo hasansko-džalaljanskih knezov je bilo izgnanih.

## Hasan-Džalaljanski knezi
- Hasan-Džalal Dola  († 1261)
- Ivane-Atabak I. (1261—1287)
- Džalal II.
- Ivane II.
- Džalal III. († 1431)
- Agbast[25] (Bastam) (1431—1456)
- Sajtun (1456—1470. leta)
- Veličan[26] (ok. 1470—1510. leta)
- Megrab (ok. 1510—1560. leta)
- Džalal IV. (ok. 1570—1590. leta)

Leta 1603 je bilo na ozemlju kneževine Hačen ustanovljenih več melikdomov. 

## Naslavljanje hasan-džalaljanskih knezov
V rimarnih virih je imel Hasan-Džalal Dola več nazivov, med njimi "domači avtokrat visoke in prostrane province Arcah" in "kralj Hohanaberda". Naziv hačenskih knezov je vključeval tudi ime "Albanija", saj je bil od 5. stoletja desni breg armenske Kure priključen perzijskemu vazalu Kavkaški Albaniji. V tem zgodovinskem obdobju se je ta toponim prenesel na desnobrežno ozemlje Kure. V srednjem veku pa je bil ta izraz zgolj zgodovinski ostanek in za z Armenci naseljeni Gorski Karabah ni imel nobene etnične ali kulturne vsebine. Kot ugotavljata akademska Zgodovina Vzhoda<ref=ref14>
История Востока. В 6 т. Т. 2. Восток в средние века. Arhivirano 9. marca 2009 na Wayback Machine. «Восточная литература», 2002</ref> in drugi avtoritativni ruski strokovnjaki, je bil Gorski Karabah v času Hasan-Džalaljanov središče armenske kulture. Četudi so nazivi Hasan-Džalaljanov včasih vključeval formulacijo "albanski knez", so se knezi kljub temu etnično identificirali izključno kot Armenci.